# Leopold Grünwald
Leopold Grünwald (geboren 26. August 1901 in Wien, Österreich-Ungarn; gestorben 1992) war ein tschechoslowakischer und österreichischer Journalist, Kommunist und Freidenker jüdischer Herkunft. 

## Leben
Leopold Grünwald war ein Sohn des Drechslermeisters Jakob Grünwald und der Textilverkäuferin Bertha Grünwald, er hatte einen Bruder. Seine Eltern wurden Opfer des Holocaust. Grünwald war seit 1948 mit Paula Winkler verheiratet, sie hatten zwei Kinder. 
Während des Ersten Weltkriegs engagierte sich Grünwald in der linksradikalen Mittelschülerbewegung, 1919 machte er in Wien Abitur. Er übersiedelte nach Trautenau in der Tschechoslowakei und war zunächst Funktionär im Jugendverband der Deutschen sozialdemokratischen Arbeiterpartei in der Tschechoslowakischen Republik (DSAP). Ab 1921 war er Mitglied der Kommunistischen Partei der Tschechoslowakei (KPTsch) (KSČ) und schrieb für deren deutschsprachige Zeitungen in Trautenau und Aussig. Er war zeitweise Vorstandsmitglied der Deutschen Journalistengewerkschaft mit Sitz in Prag. Grünwald war in den 1930er Jahren Sekretär des tschechoslowakischen Freidenker-Verbands. 
Nach der deutschen Eroberung der Tschechoslowakei Anfang 1939 floh er in die UdSSR und wurde journalistischer Mitarbeiter im Apparat der Komintern. 
Ab 1943 war er verantwortlich für den Sudetendeutschen Freiheitssender und arbeitete regelmäßig für Radio Moskau. 
Nach Kriegsende ging er 1947 nach Österreich. Er wurde Mitglied der KPÖ und Redakteur ihres Zentralorgans Volksstimme, zuletzt als Korrespondent in Prag. Nach dem Einmarsch der Warschauer Vertragsstaaten in Prag 1968 wandte er sich vom Kommunismus, jedenfalls vom Realsozialismus in der Form des sowjetischen Systems, ab und lebte in Wien. 
Grünwald ist Autor zahlreicher Bücher über den sudetendeutschen Widerstand gegen den Nationalsozialismus und die Problematik der Sudetendeutschen allgemein.

## Schriften (Auswahl)
- (Hrsg.): ČSSR im Umbruch : Berichte, Kommentare, Dokumentation. Mit Beitr. von Gustáv Husák und Eduard Goldstücker. Wien : Europa Verlag, 1968
- Legende Weltkommunismus : die Spaltung in der kommunistischen Bewegung. Graz : Verl. Styria, 1974
- Wandlung. Ein Altkommunist gibt zu Protokoll. Mit einem Vorwort von Wolfgang Leonhard. Wien: Verlag der Wiener Volksbuchhandlung, 1979
- Sudetendeutscher Widerstand gegen den Nationalsozialismus. München : Fides, 1978
- Im Kampf für Frieden und Freiheit. München : Fides, 1979
- In der Fremde für die Heimat : Sudetendeutsches Exil in Ost und West. München : Fides, 1982
- Eurokommunismus. München : Bayerische Landeszentrale für Politische Bildungsarbeit, 1981
- Leopold Grünwald (Hrsg.): Sudetendeutsche – Opfer und Täter. Verletzungen des Selbstbestimmungsrechtes und ihre Folgen 1918–1982. Wien : Junius, 1983